# Histoire du musée des Beaux-Arts de Lyon

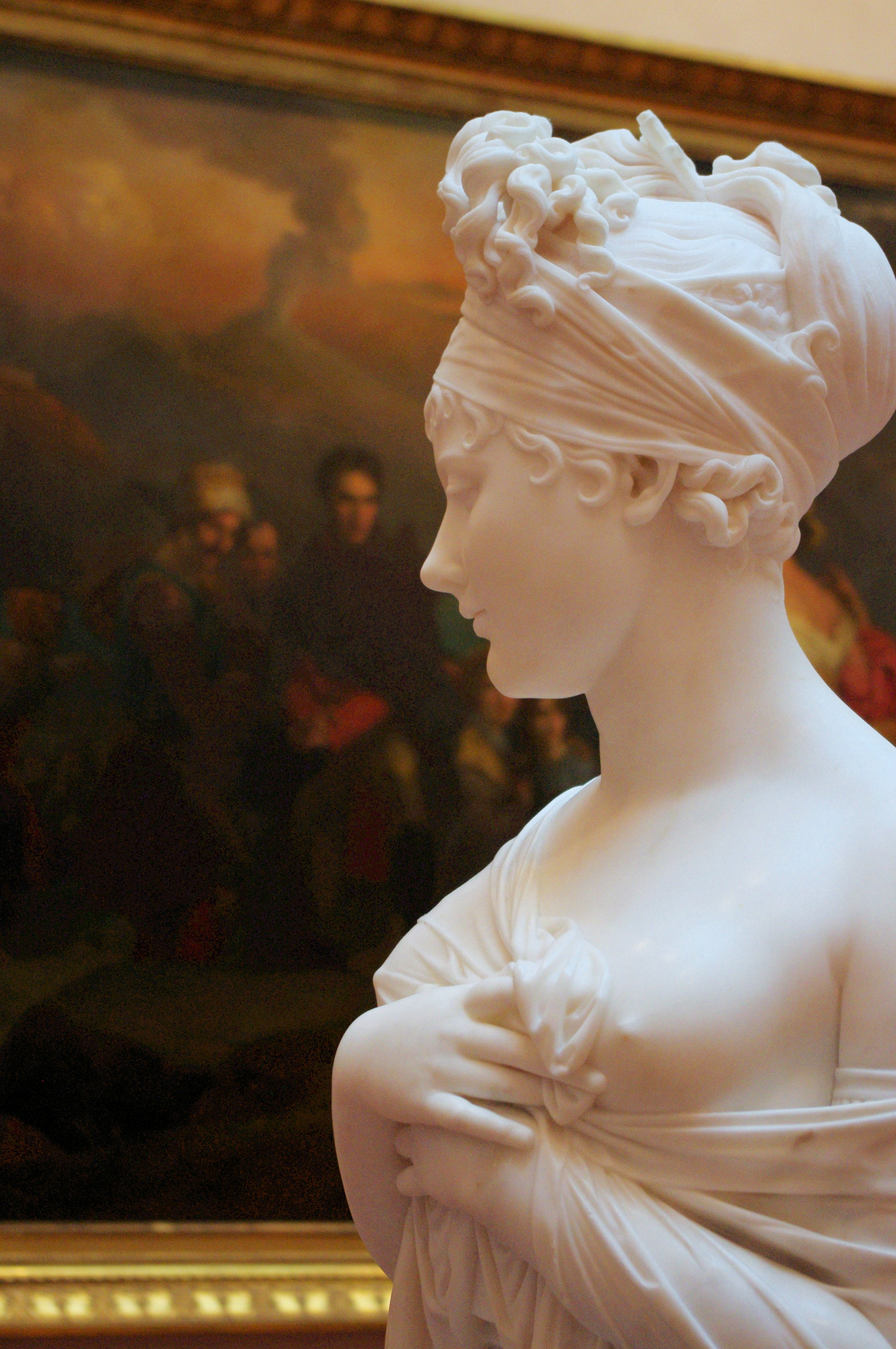
Joseph Chinard, Buste de Juliette Récamier, 1805-1806

L'Histoire du musée des Beaux-Arts de Lyon est l'étude de l'évolution de l'un des plus grands musées français durant ses deux siècles d'existence.
Né de la volonté des élites locales durant la Révolution et l'empire, et de la volonté du ministre Chaptal de former des dépôts d'œuvres d'art dans plusieurs villes de province, il ouvre ses portes en 1803. Il reçoit de nombreux tableaux de la part de l'État issus des confiscations révolutionnaires, et la municipalité s'engage très tôt dans l'accroissement des collections.
La première forme du musée, imprimée par son premier directeur François Artaud, est celui d'un musée tout à la fois encyclopédique et mettant en avant les réalisations locales. Il dispose ainsi dès ses premières années d'existence de tableaux de la plupart des époques et de collections d'antiquités et de numismatique importantes. Artaud convainc la municipalité de réunir dans les lieux les restes romains dispersés dans toute la ville, ainsi que les bronzes antiques et le médaillier conservés alors dans la bibliothèque de la ville. Dès le départ, des donations importantes enrichissent le musée, telles celles du marquis de Migieu ou de François Tempier.
Au milieu du XIXe siècle, le musée est sollicité pour magnifier l'art et l'histoire lyonnais. Une série de bustes de Lyonnais célèbres sont installés en 1837 et une salle des peintres lyonnais est constituée en 1851. Il continue à recevoir de nombreux dons et legs tel celui de Jacques-Antoine Lambert, ainsi que des dons et dépôts de l'État.
Une nouvelle impulsion est lancée sous la Troisième République, le musée bénéficiant de la volonté d'Édouard Aynard de développer et de magnifier le musée. Une rénovation a lieu avec la création d'un escalier monumental par Abraham Hirsch, décoré par Puvis de Chavannes. Mais surtout, une politique d'acquisition volontariste entreprend de combler les lacunes du musée. Il est à cette époque précurseur dans ses choix d'acquisitions, notamment en direction de l'impressionnisme.
Au cours de la première moitié du XXe siècle, le musée entame une ouverture plus large, commençant à chercher à attirer un plus grand public avec de nouveaux horaires d'ouverture et des conférences gratuites. Si les acquisitions ouvrent de nouveaux horizons, avec par exemple des œuvres d'extrême orient et l'ouverture d'une salle d'arts décoratifs, certains courants contemporains sont ignorés par les responsables, tel le cubisme.
Après la seconde guerre mondiale, René Jullian organise de nombreuses et ambitieuses expositions souvent rattachées à l'art contemporain, dont il organise l'acquisition de plusieurs œuvres importantes. Le musée se transforme fortement avec les ouvertures successives du musée gallo-romain en 1975, qui obtient une grande part des collections romaines du musée des Beaux-Arts, et le départ du musée d'art contemporain en 1995. Au cours des années 1990, le musée est lourdement rénové.

## La Révolution et la création du musée

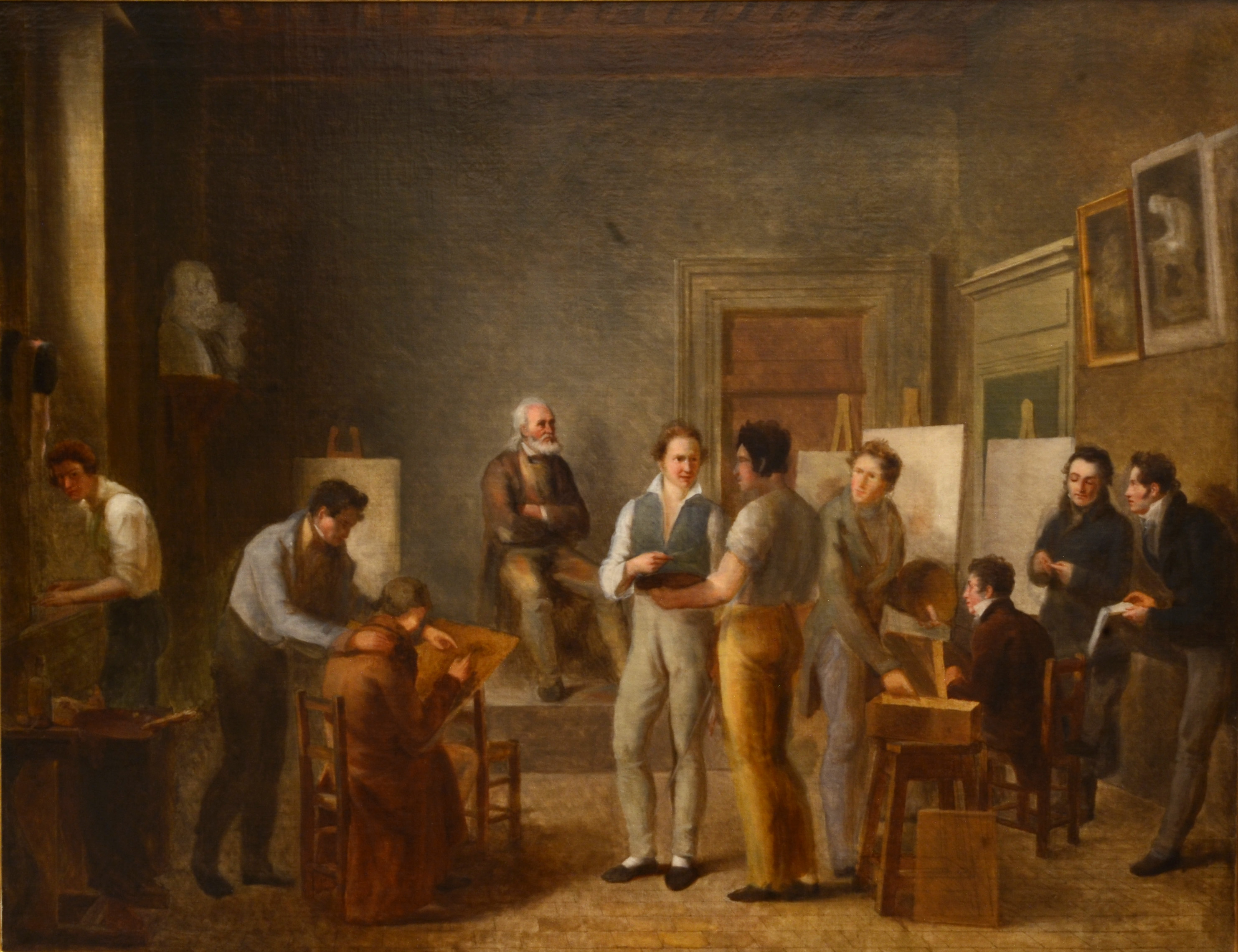
La Classe de peinture à l’école de dessin de Lyon, par Jean-Marie Jacomin, vers 1817. Musée des Beaux-Arts de Lyon

À Lyon, comme dans toute la France, les révolutionnaires entendent rassembler en un même lieu les œuvres d’art saisies ou confisquées au clergé et à la noblesse pour les montrer au public, afin d’éduquer le peuple et d’« encourager les arts ». Les saisies révolutionnaires locales sont réunies et un premier état des lieux est constitué en 1792 par le peintre Philippe-Auguste Hennequin et le père Joseph Janin qui fournissent au directoire de district une première liste d'œuvres conservées, dont 300 tableaux. Plusieurs personnes s'associent à cette volonté générale de créer un lieu inspirant les artistes tel celui qui en devient le premier conservateur François Artaud et ses amis les peintres Pierre Révoil et Fleury Richard, qui ont à l'esprit comme modèle le musée des monuments français d'Alexandre Lenoir et le musée du Louvre.
L’idée germe dans l’esprit des autorités de la ville de créer un muséum dans l'ancienne abbaye des Dames de Saint-Pierre. Cette volonté officielle est motivée avant tout par le besoin de relancer l’industrie soyeuse à Lyon, « basée sur l’art du dessin », et qui a subi un brutal coup d'arrêt à cause des ravages du siège qu'a subi la ville en 1793. C’est pourquoi le député du Rhône au Conseil des Cinq-Cents, Étienne Mayeuvre de Champvieux, fait la demande au gouvernement d’envoyer à Lyon « quelques tableaux des trois écoles » dont « quelques Van Huysum pour l’étude de la fleur, étude essentielle pour Lyon ». Il faut en effet que les dessinateurs des fabriques de soieries puissent se former « par la vue des chefs-d’œuvre de l’art »,. L’État témoigne de sa bonne volonté en envoyant, les mois qui suivent, six tableaux de fleurs et d’animaux. La décision de fonder ce muséum dans l'abbaye Saint-Pierre est actée par un arrêté du 16 mai 1795. La décision des autorités nationales tarde et le projet est relancé à plusieurs reprises, dont en 1799 par Étienne Mayeuvre de Champvieux, député au Conseil des Cinq-Cents.

### Création officielle

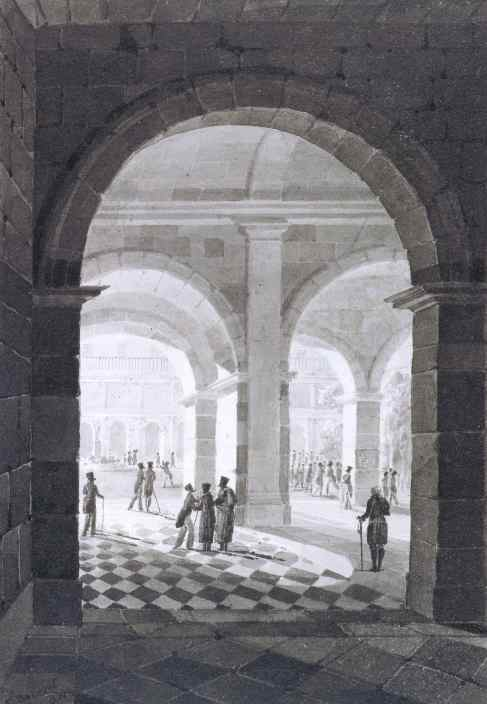
L'entrée du cloître du palais Saint-Pierre de Lyon par Ferdinand Bourjot, vers 1820, plume et lavis d'encre de Chine sur papier, 20 × 13.5 cm. Musée des Beaux-Arts de Lyon.

Mais c’est le décret consulaire du 1er septembre 1801, l'arrêté Chaptal, qui va accomplir le dessein des révolutionnaires lyonnais : des musées sont créés dans quinze villes de province, et celui de Lyon figure en tête de liste. Le musée lyonnais est par ailleurs celui qui obtient la plus grande dotation de l'État, qui avait déjà envoyé 9 tableaux et 73 dessins de fleurs destiné aux dessinateurs des manufactures dès 1799.
Un second décret du 13 avril 1802 acte son installation dans le palais Saint-Pierre, aux côtés d'une école de dessin et de la chambre de commerce, sous le nom de Conservatoire des arts. En effet, la municipalité a destiné le palais à accueillir des institutions d’utilité publique dans le domaine de l’instruction et du commerce. À cette époque, l'École des beaux-arts a une destination utilitariste avec une classe de la fleur pour former des dessinateurs pour l'industrie soyeuse de la ville.
Le musée est dirigé par la municipalité qui nomme pour son administration un « conseil du Conservatoire des arts » où siègent notables et artistes locaux. La gestion quotidienne et la surveillance des collections est confiée à un conservateur placé sous l'autorité du conseil.
Une première salle est ouverte au public en 1803, au premier étage de l’aile sud, dans l’ancien chauffoir de l’abbaye. Elle accueille les visiteurs le mercredi, de 10 heures à 13 heures. Il ne dispose alors pour le public qu'une trentaine de toiles rescapées des tourmentes révolutionnaires et les trous s'expliquent également par le replacement dans des églises de nombreuses saisies.

## Les débuts du musée: 1801 - 1870
Sous la direction de ses conservateurs, le musée accueille rapidement de nombreuses collections issues de dons de l'État ou de legs. Il s'organise en musée de province typique, accueillant en bonne place les artistes locaux, et néanmoins spécifique à l'environnement lyonnais, avec une grande collection d'antiquités.

### Les premières collections

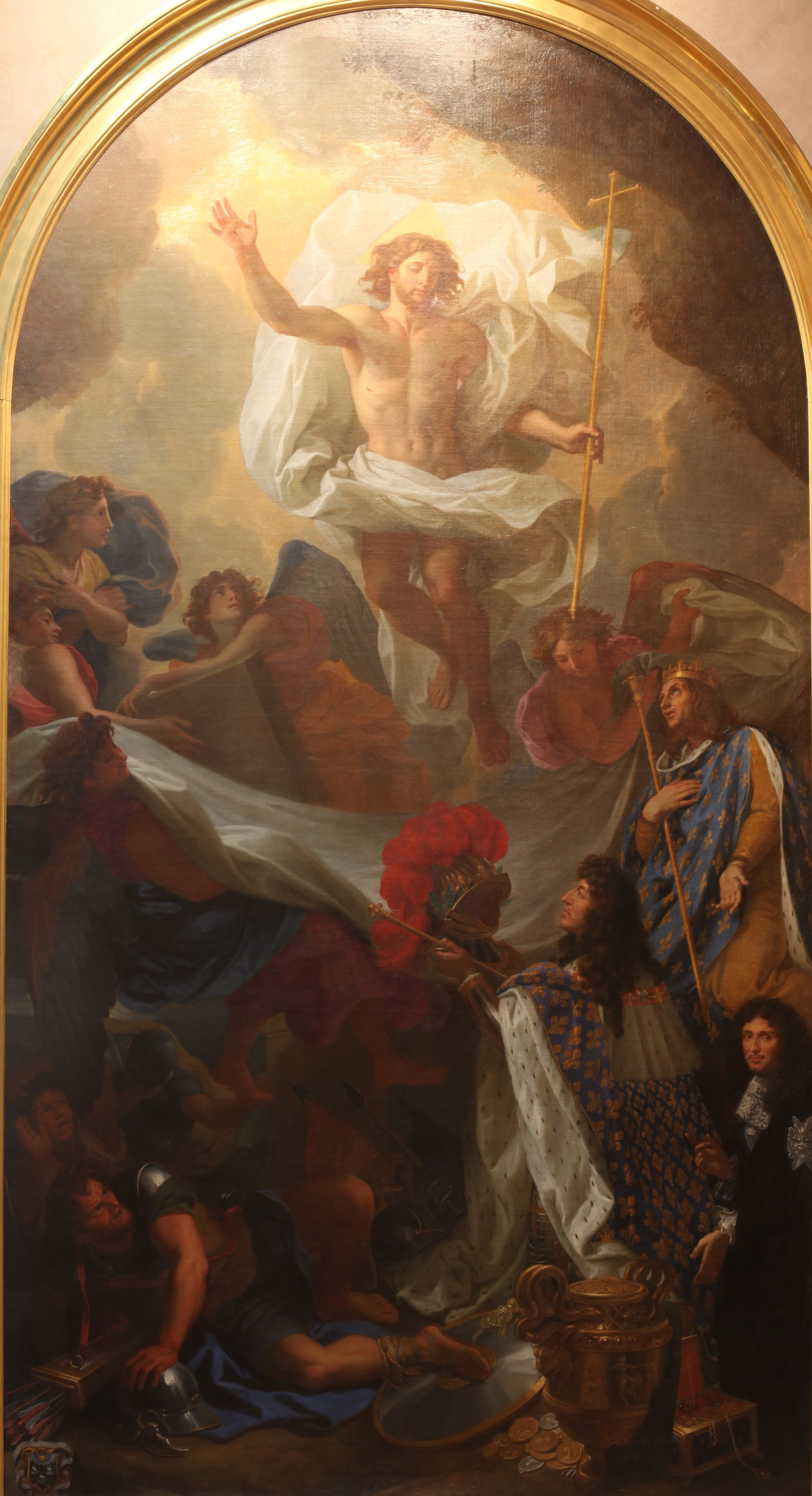
La Résurrection du Christ, Charles Le Brun, 1674/1676.

Plusieurs envois de l’État, en 1803, 1805 et 1811, sont déterminants pour la constitution des collections du musée des Beaux-Arts : près de 110 tableaux arrivent à Lyon. On y trouve des œuvres majeures, notamment de la main du Pérugin, de Véronèse, Tintoret, Guerchin, Rubens, Jordaens, Champaigne et Jouvenet. Ces dépôts sont constitués dans l'optique de rassembler à Lyon une anthologie de l'histoire de la peinture. Dès lors le musée de Lyon se hisse au premier rang des musées de province. Il reçoit des premiers envois de l'État un grand nombre de toiles de qualité de peintres français dont Eustache Le Sueur, Philippe de Champaigne, Jean Jouvenet ou Charles Le Brun. À ces peintures s'ajoutent un certain nombre d'autres issues des confiscations révolutionnaires locales, notamment des œuvres de Jean II Restout, Jean-Charles Frontier, Pierre Charles Trémolières, Jacques Stella ou Louis Cretey. La plupart de ces œuvres proviennent des saisies révolutionnaires, ainsi que des « conquêtes artistiques » de Napoléon et ses armées en Italie et en Europe du Nord. Au sein du musée, on aménage le musée de peintures qu'inaugure le comte d'Artois le 20 septembre 1814 et le cabinet des antiques. Après la chute du Premier Empire, seuls huit des tableaux saisis à l’étranger sont restitués.

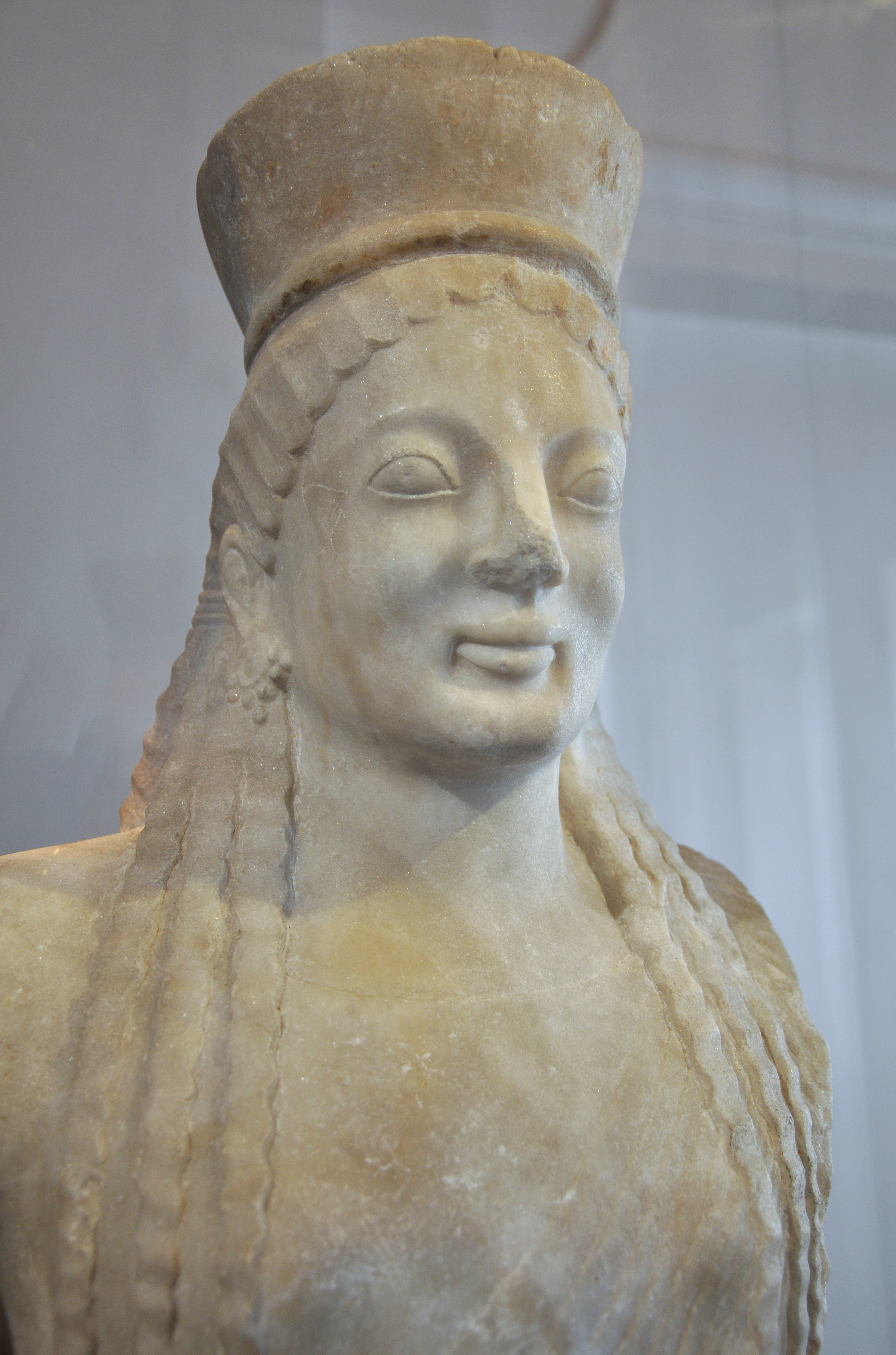
Koré de Lyon

Le premier conservateur du nouveau musée est François Artaud,. Archéologue, Artaud est également à l’origine de la collection d’antiques de l'institution : sous les arcades du cloître, il rassemble des inscriptions lapidaires, des bronzes et des mosaïques qui illustrent le prestige et l’importance de Lyon à l’époque romaine, quand celle qui se nommait Lugdunum était la capitale des Gaules. Il acquiert notamment deux pièces de première importance : la table claudienne et la mosaïque des Jeux du cirque, aujourd’hui conservées au musée gallo-romain de Fourvière, avec les collections du marquis de Migieu et de Tempier. Mais la collection antique dépasse rapidement le seul cadre gallo-romain : Artaud collectionne dans son cabinet des objets égyptiens que Champollion vient d'ailleurs étudier à plusieurs reprises. Huit stèles égyptiennes entrent notamment au musée en 1824 grâce à un don de Bernardino Drovetti, consul de France à Alexandrie. Artaud est également à l’origine de l’acquisition de l’un des chefs-d’œuvre du musée, la Korê athénienne, achetée entre 1808 et 1810. Pour compléter cette galerie lapidaire, il obtient en 1810 de la municipalité le transfert au musée des collections des bronzes antiques et du médaillier conservé depuis le XVIIIe siècle à la bibliothèque de la ville.

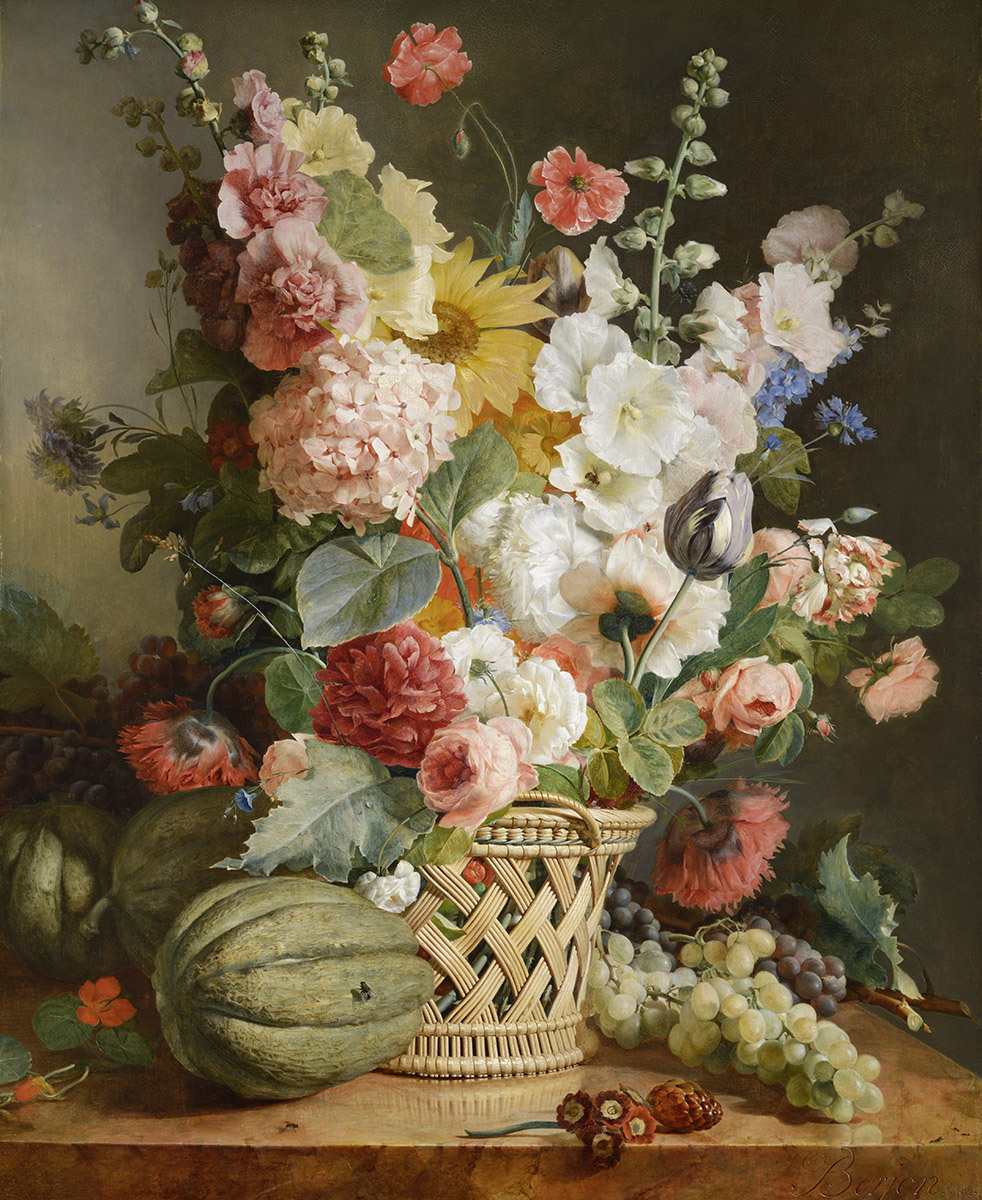
Antoine Berjon, Fruits et fleurs dans une corbeille d'osier, 1810.

Pour répondre aux besoins de la classe de la fleur voulue par l'élite industrielle de Lyon, l'État dépose des toiles de Van Brussel (en) et De Heen. Pour compléter les collections dans ce domaine, la municipalité acquiert des toiles de Van Daël et Van Huysum. Peu avant 1815, Artaud crée le Salon des Fleurs du musée, dont les pièces importantes sont des œuvres de Van Daël et Van Huysum, situé juste à côté de la galerie des grands maîtres. Cette salle inspire de nombreux artistes lyonnais qui s'en font la spécialité, notamment Antoine Berjon ou Simon Saint-Jean.
Toutefois, Artaud est également à l'origine de l'évolution rapide du musée, qui passe d'un conservatoire des arts et métiers à visée utilitaire à une véritable institution muséale. D'abord nommé inspecteur du Conservatoire des arts et antiquaire de la ville en 1806, il est ensuite nommé directeur du musée de Lyon en 1812 puis directeur de l'École des beaux-arts en 1824. Il réalise une véritable transformation muséographique. Les collections de peintures sont classées dans plusieurs salles, il publie un premier catalogue en 1808. En 1830, il est contraint à la démission, refusant de prêter serment à la monarchie de Juillet.

### Le musée sous la Monarchie de Juillet

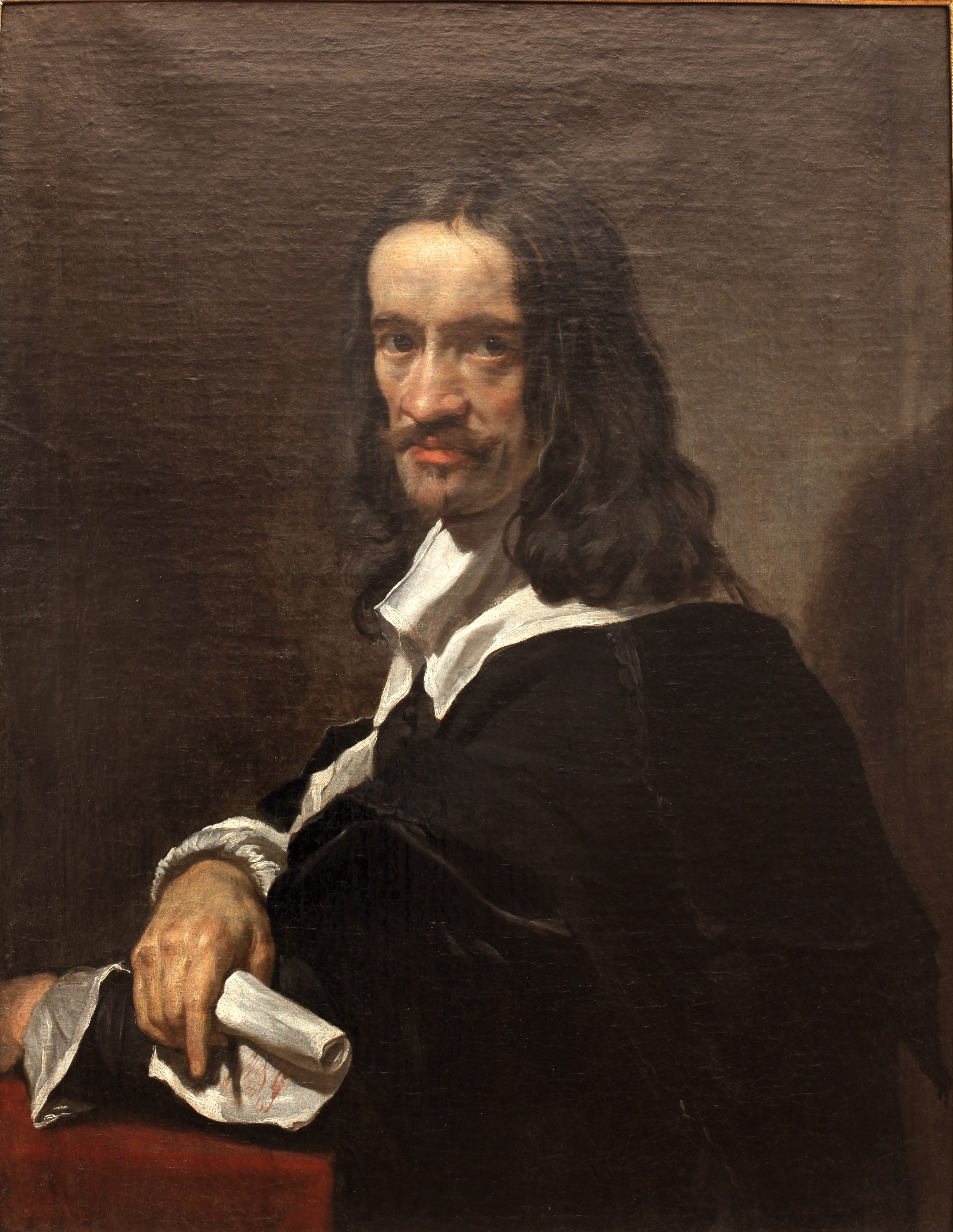
Attribué à Charles Le Brun, Portrait de Jacques Stella, vers 1645-1650.

Bientôt, la collection de peintures s’élargit aux artistes lyonnais contemporains qui, grâce à l’École des beaux-arts, s’appliquent désormais à d’autres genres que la seule peinture de fleurs. En effet, les artistes de l’École de Lyon sont acclamés par la critique et le public parisien au salon de 1819, ce qui consacre Lyon non plus seulement comme ville industrielle mais aussi comme ville d’artistes. Le musée n’a donc plus une raison d’être purement utilitaire et le salon des fleurs disparaît finalement vers 1840. À partir des années 1820, les crédits d’acquisition vont d’ailleurs être quasiment uniquement consacrés à la création d’une « galerie des Artistes lyonnais » qui, lors de son ouverture le 16 février 1851, possède déjà pas moins de quatre-vingt-sept tableaux et dix-huit dessins, alors que la faveur du public pour les peintres lyonnais s’est déjà essoufflée depuis longtemps.
Cette époque est ainsi celle où pour les édiles lyonnais, le musée fait office de panthéon local. Grâce à deux legs importants de François Grognard et de Jacques Bernard, un ensemble de bustes des lyonnais « dignes de mémoire » sont commandés et rassemblés dans le musée au sein de la galerie des marbres par René Dardel en 1837.
Entretemps, à partir de 1834, le musée, qui n'a cessé de s'enrichir depuis son ouverture, est restructuré afin de devenir un écrin pour les collections qu'il abrite. L'architecte René Dardel est chargé de créer des espaces nouveaux ainsi que des décors raffinés. Aujourd'hui, on peut avoir une idée de l'œuvre de Dardel dans la salle du médaillier (qui était la « salle des marbres modernes » à l'époque de sa conception), dont le somptueux décor est le seul exemple de la restructuration des années 1830 encore en place au musée. Cette rénovation permet d'ouvrir deux galeries de peinture, l'une pour les peintres anciens et l'autre pour les peintres lyonnais contemporains, et deux salles de sculptures, l'une présentant les grands modèles classiques en plâtre et l'autre les bronzes et marbres modernes.

### Le musée sous le Second Empire

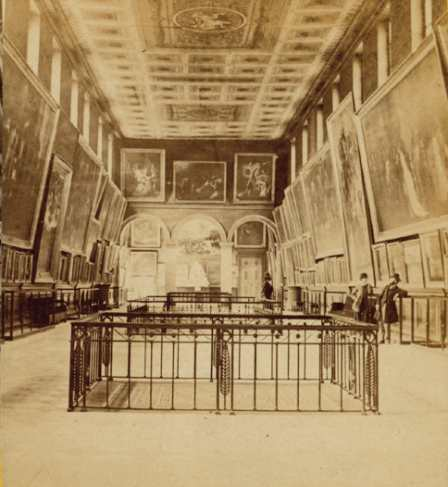
Vue d'une salle de la collection de peintures du musée des Beaux-Arts avant 1870, photographie d'époque.

Sous le Second Empire, les gestionnaires des acquisitions continuent toutefois à procéder à des achats réguliers d'artistes lyonnais contemporains, ceci au détriment de peintures plus anciennes. Les quelques entrées de peintures anciennes de cette époque pour la peinture française sont des œuvres de Hyacinthe Rigaud, Nicolas de Largillierre ou le portrait de Jacques Stella attribué à Charles Le Brun.
Pour ce qui est d’élargir la collection de peinture moderne au-delà de l’horizon lyonnais, le musée s’en remet, jusque dans les années 1880, aux dépôts et envois de l’État. Ainsi, Lyon reçoit des peintures et des sculptures d’artistes français importants comme Delacroix (Dernières paroles de l’empereur Marc Aurèle), Antoine-Louis Barye (le Tigre), Antoine Étex (Caïn et sa race maudits de Dieu) ou James Pradier (Odalisque). L'État envoie néanmoins des œuvres d’artistes lyonnais reconnus comme Pierre Puvis de Chavannes (L’Automne) ou Hippolyte Flandrin (Dante et Virgile). Si elle ne bénéficie plus des envois de l’État, la collection de peinture ancienne s’enrichit tout de même de quelques œuvres importantes grâce à des achats heureux : La Lapidation de saint Étienne, première œuvre connue de Rembrandt, ou encore deux Hyacinthe Rigaud font ainsi leur entrée au musée. En revanche, cette période comprise entre le Second empire et les premières années de la Troisième République voient plusieurs occasions d'accueillir des collections importantes ne pas être saisies. Celle d'Anthelme Trimolet est perdue car sa veuve demande un buste en contrepartie et que le musée refuse ; celle de Louis Carrand quitte la France car le légateur, par peur de la Commune à Paris et Lyon, préfère la donner au musée de Bargello de Florence.

## Ouverture et développement 1870 - 1913

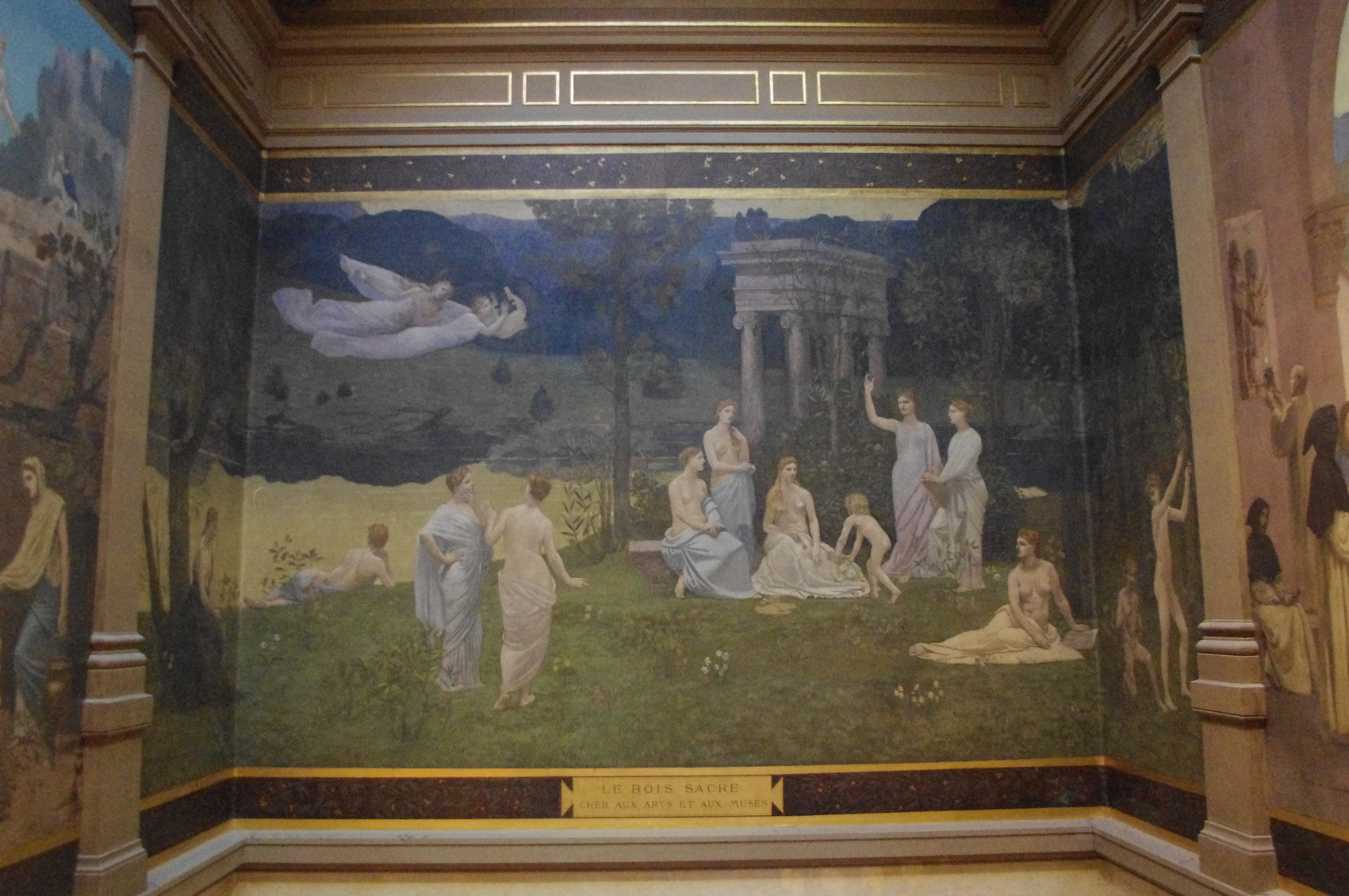
Pierre Puvis de Chavannes, Le Bois sacré cher aux Arts et aux Muses.

À la fin du Second Empire, le musée connaît une période de relative stagnation, due notamment au manque de place pour la conservation et l'exposition des œuvres ainsi qu'à l'essoufflement de la politique d'acquisition, qui se concentrait alors, pour ce qui est de la peinture tout du moins, essentiellement sur les artistes lyonnais. Un élan nouveau est donné par la municipalité à partir de 1878. C’est à cette date, en effet, que sont décidés des travaux de rénovation et d’agrandissement du musée, ainsi que la mise en place d'une commission des acquisitions qui mobilise les énergies et renouvelle l'orientation du musée.

### Rénovation du musée
L’architecte de la ville Abraham Hirsch construit une aile nouvelle ainsi que le monumental escalier aujourd’hui connu sous le nom d’escalier Puvis de Chavannes car le peintre lyonnais y installe son œuvre le Bois Sacré. Chenavard réfléchit à un premier projet mais c'est finalement Puvis de Chavannes qui obtient la commande.
Celui-ci dessert deux nouvelles grandes galeries d’exposition, l’une pour les maîtres anciens, l’autre pour les maîtres modernes. Le fonctionnement de l’institution est également modifié : désormais, le musée s’organise autour d’un conseil d’administration composé d’amateurs, d’artistes et d’érudits et présidé pendant près de vingt ans par Édouard Aynard (1837-1913), banquier, homme politique et collectionneur lyonnais. Ce conseil, même s’il se voit privé d’une partie de ses pouvoirs dès 1897, jugés trop étendus par la municipalité, pour ne devenir qu’une commission consultative vouée aux acquisitions, donne néanmoins une impulsion nouvelle à l’enrichissement des collections, impulsion qui va se prolonger jusqu’à la Première Guerre mondiale.

### Développement des collections et ouverture

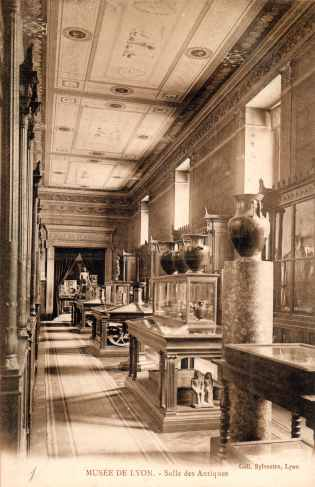
Vue de la galerie des antiques (aménagée en 1839) du musée vers 1906, carte postale d'époque.

Un premier don particulier enrichit durant les débuts de la Troisième République les collections de peinture du musée. Le soyeux Jacques Bernard obtient de la municipalité (et contre l'avis des responsables du musée) de créer un musée particulier au sein de l'abbaye Saint-Pierre où il place sa propre collection en dépôt, dont il sera le directeur et dont il gardera les clefs. Ce musée Jacques Bernard ouvre en 1876 et ferme à la mort de son propriétaire en 1890, la ville décidant de ne garder que 62 tableaux dont Une noce chez le photographe de Pascal Dagnan-Bouveret ou Le Miracle de l'hostie de Carle Van Loo, rendant le reste à sa famille.
Aynard et ses conseillers ont su combler intelligemment les lacunes du musée en imposant des objectifs ambitieux et en acquérant des œuvres de grande qualité. Cette politique était servie par plusieurs donations, non sous forme de dons d’œuvres d’art, peu nombreux, mais de fondations financières importantes. En effet, plus que par les dons qu’ont pu connaître d’autres musées français comme Nantes (grâce aux frères Cacault), Lille (grâce à Wicar) ou Montpellier (grâce à Fabre), le musée de Lyon, c’est son originalité, s’est surtout constitué et enrichi grâce aux achats. Et même si des legs ont permis de faire entrer des ensembles importants au musée (comme celui de Jacques-Amédée Lambert pour l’archéologie et les objets d’art), ils sont sans commune mesure avec les prestigieux exemples nantais, lillois et montpelliérains, pour ne citer qu'eux. Les fondations financières qui ont fourni des moyens au musée ont été constituées par les legs de Jean Chazière, de Raymond Tripier (en) et la marquise Arconati-Visconti, entre autres.

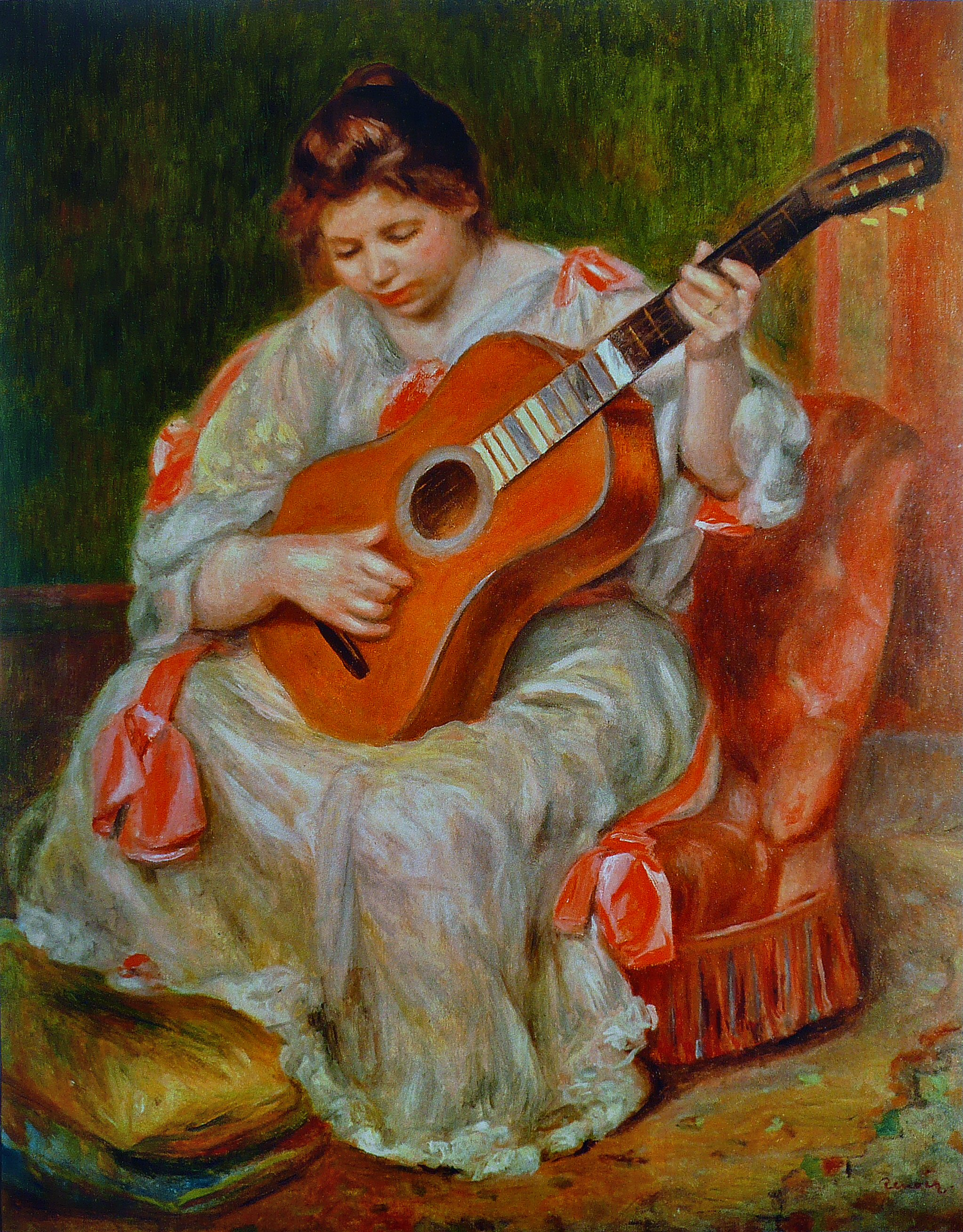
Auguste Renoir, La joueuse de guitare, vers 1897.

C’est cet aspect de la constitution des collections qui est à l’origine du caractère encyclopédique du musée, un cas pratiquement unique en province, Aynard et ses successeurs s’efforçant de compléter le plus judicieusement possible les collections par leurs achats. Ceux-ci sont nombreux : en vingt ans à partir de 1880, des acquisitions réalisées en Italie (à Rome, Florence et Venise) et à Paris permettent de constituer une collection de sculptures de la Renaissance forte de trente-cinq pièces environ dont le Saint Jean-Baptiste de Mino da Fiesole. À la même époque, grâce à l’action de Jean-Baptiste Giraud (1844-1910), qui participe à toutes les grandes ventes parisiennes, est rassemblée la plus grande partie de la collection d’art islamique. C’est lui qui crée et organise véritablement le département des objets d’art du musée. Le département des antiquités s’enrichit, lui, de quelques-uns de ses plus beaux vases et bronzes, grecs ou étrusques. Mais les acquisitions les plus spectaculaires sont réalisées dans le domaine de la peinture moderne. Le musée des Beaux-Arts, avec l’achat en 1901 de la Joueuse de guitare de Renoir à la galerie Durand-Ruel, est le premier musée hors de Paris à avoir l’audace de constituer un ensemble de peintures impressionnistes. On y trouve notamment Le café-concert aux Ambassadeurs de Degas et le Nave Nave Mahana de Gauguin, première peinture de l’artiste à entrer dans un musée français, en 1913. Le musée s'engage également dans le domaine de la sculpture contemporaine avec plusieurs œuvres de Rodin.

## De Focillon à Jullian: 1913 - 1963
Durant la première moitié du XXe siècle, le musée des Beaux-Arts de Lyon se transforme davantage dans son fonctionnement que dans son offre muséographique. Les orientations dans la politique d'acquisition prises durant la période précédente est globalement maintenue, mais le musée évolue dans ses pratiques et son ouverture au public. « À cet âge des collectionneurs et des notables [...] succède l'âge des historiens de l'art. Trois personnalités marquantes qui firent véritablement œuvre dans leur politique d'acquisition, dans leurs aménagements, et plus généralement dans la manière dont ils pensèrent le musée ».

### Henri Focillon

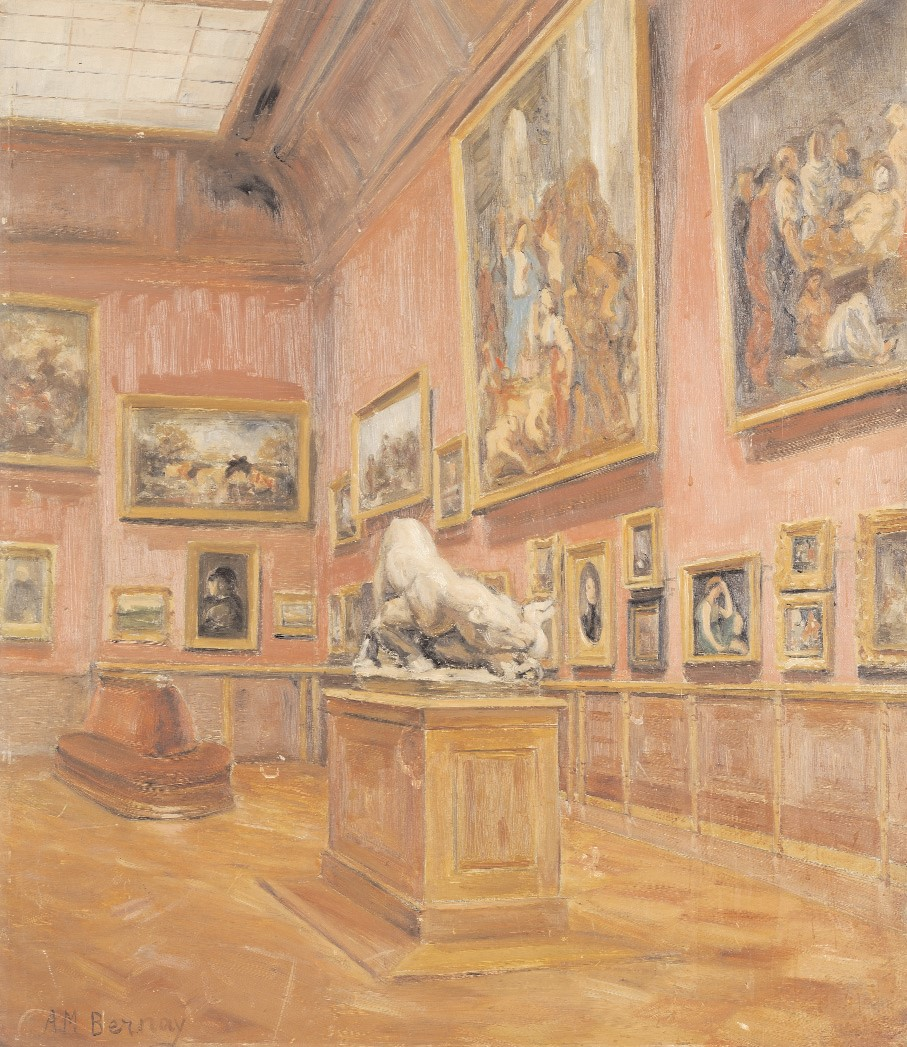
Anne-Marie Bernay, Les maîtres français, vers 1925.

Cet effort d’enrichissement des collections est poursuivi sur les mêmes bases après la Première Guerre mondiale mais avec des moyens réduits, à cause de la dévaluation des fondations financières. Ainsi Henri Focillon, directeur du musée de 1913 à 1924, parvient à acquérir pendant la guerre le très bel ensemble de céramiques d’Extrême-Orient réuni par Raphaël Collin. Il fait également entrer des arts moins renommés telle la peinture roumaine contemporaine dans les collections. Pour donner l'ampleur que les richesses des collections (notamment d'antiques) réclament, il entame des démarches pour disposer de l'ensemble du palais Saint-Pierre pour le musée.

### Léon Rosenthal
Et c’est grâce à son successeur, Léon Rosenthal (à la tête de l’institution de 1924 à 1933), qu’est ouverte dès 1926 une salle consacrée aux arts décoratifs modernes. Néanmoins, sous ces deux directorats, l’esprit audacieux qui s'était manifesté au début du siècle à travers l’acquisition de peintures modernes s’estompe : aucune œuvre cubiste ou abstraite ne fait son entrée au musée dans les années vingt et trente. On préfère aux œuvres des représentants de ces mouvements novateurs des peintures de Bonnard, Vuillard ou Foujita.
Léon Rosenthal entame des réformes du fonctionnement du musée en pensant au plus large public. Il opère une numérotation des salles, un reclassement systématique des collections, un guide à l'attention des visiteurs en 1927 et de nombreuses conférences gratuites. Son ambition est par ces moyens d'intéresser le plus grand nombre aux richesses du musée.

### René Jullian
René Jullian, directeur du musée de 1933 à 1963, travaille à combler plusieurs lacunes notamment en art moderne des collections, au prix de grandes difficultés alors que les autorités municipales lui sont hostiles. Il parvient tout de même à des résultats importants : il est le premier à faire entrer un tableau de Dubuffet dans un musée français (avec son Paysage blond, acquis en 1952) et il est à l’origine de plusieurs dons : Picasso en 1953, Braque et Albert Gleizes en 1954 notamment. S'entourant de plusieurs amateurs d'art éclairés, René Deroudille, Jacques Lerrant et Marcel Michaud, il parvient à atteindre un niveau encyclopédique pour les collections, avec des achats comblant les manques.
Certaines acquisitions s'inscrivent dans le cadre de l'organisation de nombreuses expositions d'art contemporain à partir de 1949. Ces expositions lui permettent de nouer des contacts avec des artistes vivants et leurs ayants droit, aboutissant ensuite à des dons et legs. En 1949, il inaugure une première exposition dans le cadre du festival de musique Lyon-Charbonnières dédiée aux Grands courants de la peinture contemporaine. Le succès notable de cette première pousse René Jullian à poursuivre et il instaure un cycle d'expositions entièrement tournées vers l'art contemporain dont : La peinture belge contemporaine  en 1950, Vincent Van Gogh avec 83 peintures et 17 dessins de l'artiste en 1951, Peintres d’aujourd’hui, France - Italie en 1952, Picasso, une première en France, en 1953, La gravure contemporaine aux États-Unis en 1954, Peintres toscans contemporains et Fernand Léger en 1955, etc. C'est à la suite de son exposition que Picasso offre au musée Le buffet du Catalan.
À cette époque, le musée s’étend à nouveau dans le palais Saint-Pierre, en récupérant les locaux de l’École des beaux-arts. Il ne reste alors comme autre occupant que l’académie de Lyon qui ne part qu'en 1970. Jullian entreprend alors de dédier la chapelle Saint-Pierre à l'exposition de sculptures. Il reprend le parcours, pour le rendre chronologique et plus cohérent. Il ouvre également le musée à de nombreux évènements nationaux et internationaux..

## La nécessité d'un redéploiement: 1960 - 1980
En 1969, surviennent deux événements qui vont susciter de profonds changements dans l’organisation du musée et l’obliger à un redéploiement radical de ses collections, comme cela avait été fait près d’un siècle plus tôt. En effet, cette année-là, le musée des Beaux-Arts se voit amputé d’une bonne partie des œuvres du département des antiquités, les objets gallo-romains étant transférés vers un nouveau musée situé à Fourvière. Ce départ est cependant compensé par l’arrivée au palais de la grande majorité des collections égyptologiques provenant des fouilles effectuées en 1909-1910 à Coptos par Adolphe Reinach et jusque-là conservées au musée Guimet de Lyon,. Dès lors, ces bouleversements nécessitaient de repenser l’organisation du département des antiquités, mais aucun projet d’envergure ne fut entrepris. De plus, quelques années plus tard, le musée se décidait à donner toute son ampleur à la place de l’art moderne et contemporain dans ses collections en créant, en 1984, une section d’art contemporain dans l’aile dite du Nouveau Saint-Pierre, section qui devient vite autonome et développe rapidement ses collections. Dans les années 1980, le manque de place dans les salles (qui oblige à entasser des œuvres importantes dans des réserves déjà encombrées), la vétusté et la faible étendue des structures d’accueil du public ainsi que le délabrement de certaines parties du bâtiment rendent une nouvelle fois nécessaire une rénovation complète et une extension du musée.

## La rénovation et l'extension du musée: 1990 à nos jours

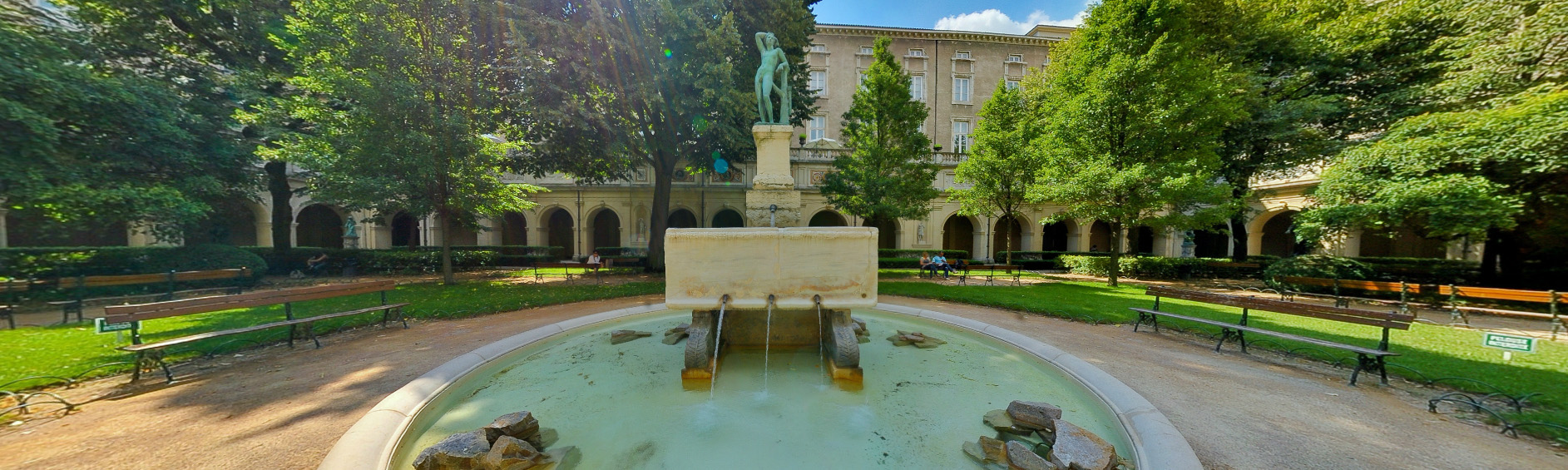
Panorama du jardin du musée.

Depuis les années 1990, le musée a connu la plus grande transformation de son histoire avec une rénovation complète, mais également le legs le plus important avec celui de Jacqueline Delubac. Le musée fait également évoluer ses méthodes d'acquisitions, pour faire face à la baisse des subventions publiques, en se tournant vers le mécenat et le grand public.

### Rénovation du musée

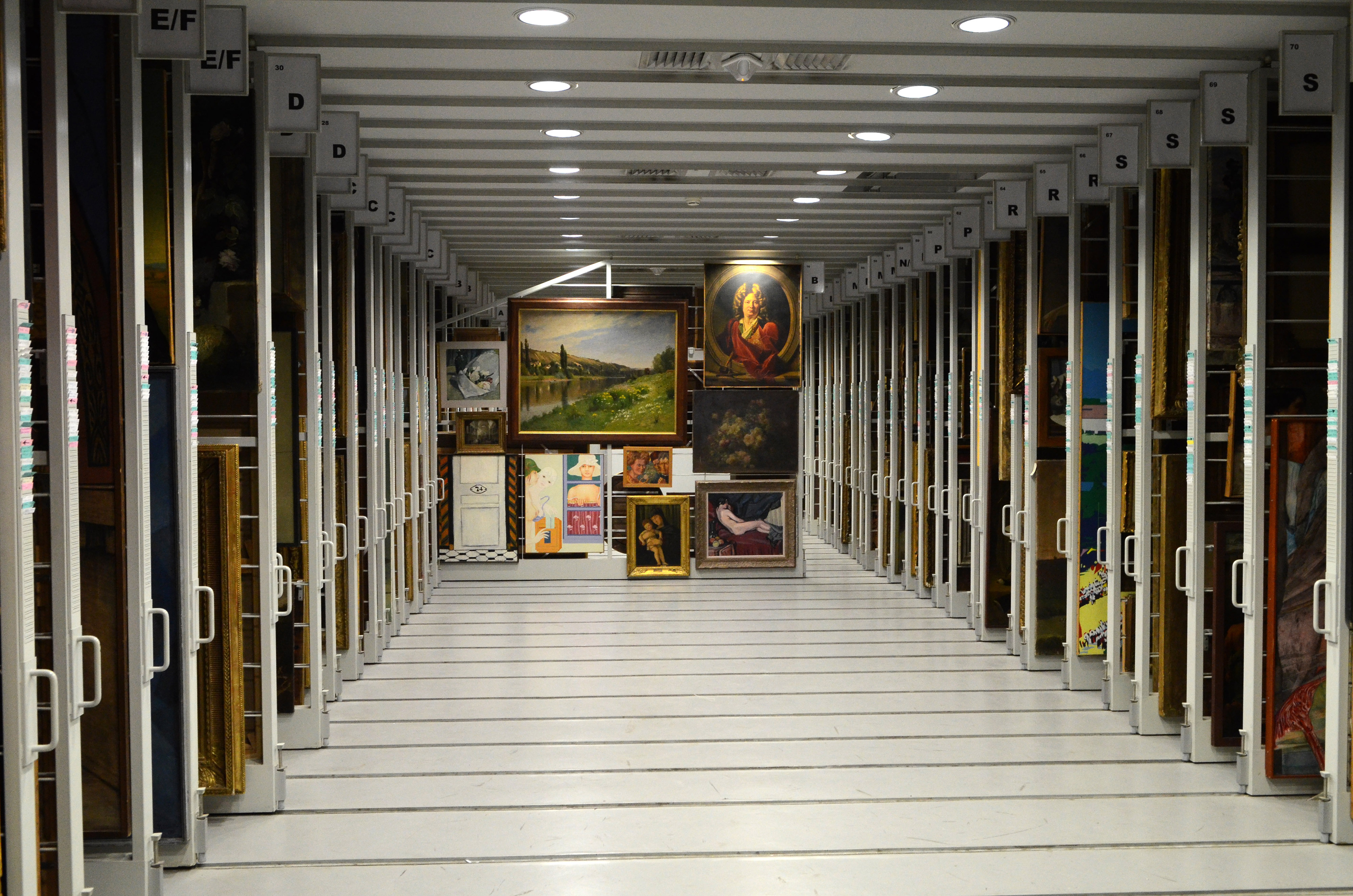
Réserves des peintures du musée des Beaux-Arts de Lyon.

En 1989, dans le cadre des Grands Travaux entrepris par le ministère de la culture, l'État et la Ville de Lyon se mettent d’accord sur un projet qui va durer près de dix ans. « Premier des Grands Travaux de l'État lancés en région, touchant à l'ensemble du bâtiment, des collections à la conception même du musée, dans son ouverture au public comme sur la communauté savante, cette rénovation constitue une des plus grandes aventures de l'histoire des musées français, donnant à l'institution une visibilité et des moyens inédits ».
Les travaux sont confiés aux architectes Jean-Philippe Dubois et Jean-Michel Wilmotte. 4 500 m2 d’espaces sont gagnés sur l’aile du nouveau Saint-Pierre, ce qui oblige à reloger le musée d’art contemporain, qui part vers un nouveau bâtiment plus spacieux situé quai Achille-Lignon. Des espaces d’expositions temporaires y sont créés. Les sculptures du XIXe siècle sont déplacées dans la Chapelle, les peintures (dont celles de l’école lyonnaise, autrefois exposées à part) sont regroupées au deuxième étage du palais où elles bénéficient d’un éclairage zénithal tandis qu’au premier étage sont installés les départements des Antiquités, des Objets d’art et le Cabinet d’arts graphiques. Enfin, des espaces d’accueil du public, dont une salle de conférence, sont créés au rez-de-chaussée et au premier étage de l’aile sud. En 1998, à la fin des travaux, qui ont été réalisés en cinq tranches pour éviter une fermeture totale au public, le musée se déploie sur 14 800 m2 entièrement rénovés et présente ses collections au travers de soixante-dix salles d’exposition permanente.

### Enrichissement des collections
Cette renaissance du musée est heureusement accompagnée par le legs le plus important qu’il ait jamais connu depuis sa création: celui de la Lyonnaise Jacqueline Delubac (1907-1997). Épouse de Sacha Guitry, cette célèbre comédienne avait réuni au cours de sa vie une importante collection d’art moderne et avait également hérité de Myran Eknayan, son second mari, d’un ensemble majeur de peintures impressionnistes. Grâce à elle, à l’occasion de la réouverture complète du musée, ce sont des œuvres de Braque, Rouault, Léger, Picasso, Miró, Dubuffet, Bacon ainsi que de Manet, Degas, Renoir, Monet, Corot, Bonnard ou encore Vuillard, qui ont rejoint les collections.
Dans le domaine de l'égyptologie, le musée accueille durant les années 1990 les collections de l'Institut d'égyptologie Victor-Loret.
Depuis les années 1990, la politique d'expositions du musée s'articule autour de trois axes : faire découvrir de grands ensembles (« La collection Grenville L. Winthrop », « Le royaume d'Ougarit »), explorer des domaines méconnus (« Le Temps de la peinture », « Repartir à zéro ») ou s'engager dans des collaborations temporaires internationales (Shanghai en 2010 ou Johannesburg en 2012).

### Acquisitions et mécenat

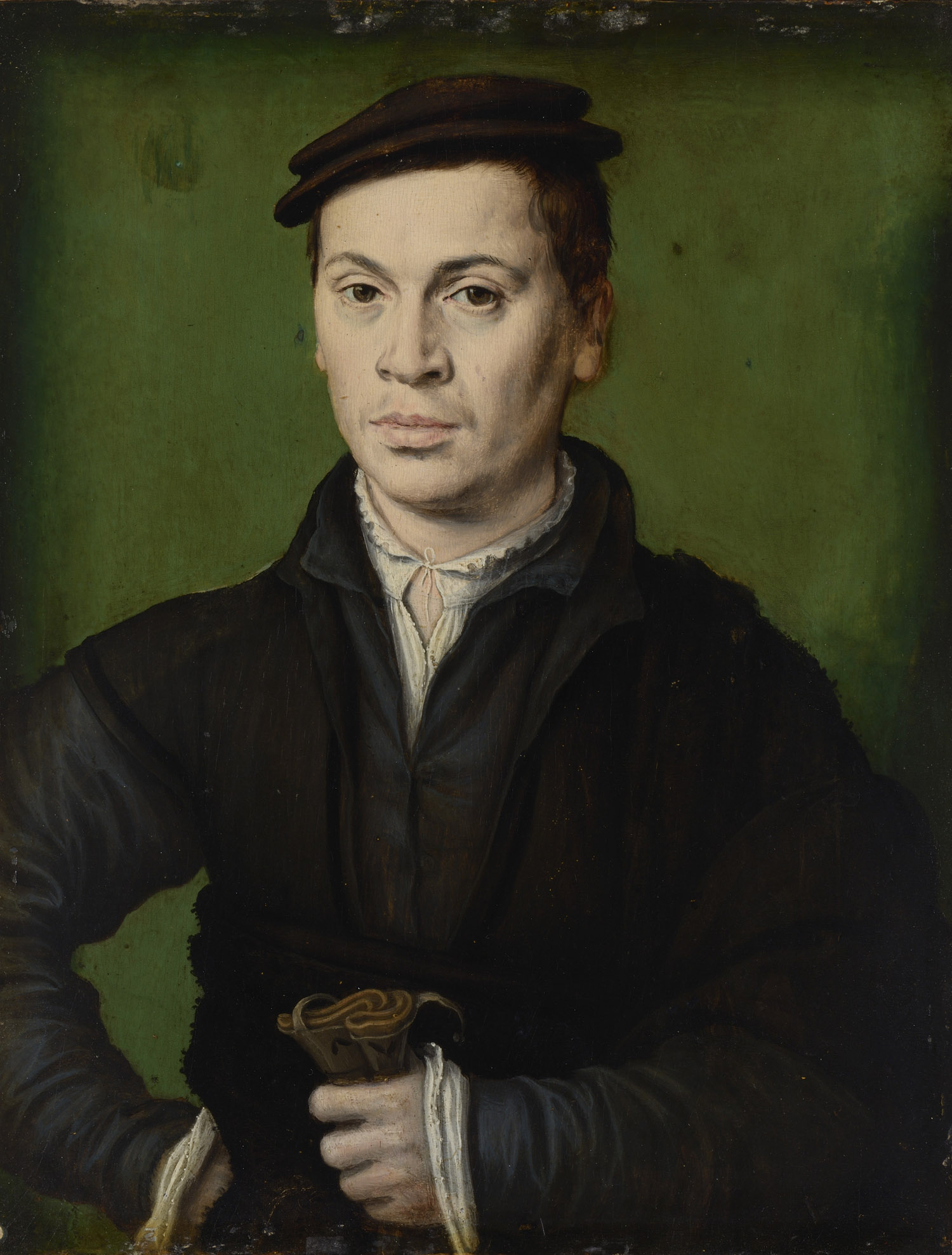
Homme au béret noir tenant une paire de gants, Corneille de Lyon, vers 1530.

En 2009, à la suite de l'acquisition de La Fuite en Égypte de Poussin (en 2008), dont le musée ne possédait jusqu'ici aucune œuvre, est fondé le « Club du musée Saint-Pierre », fonds de dotation au bénéfice du musée réunissant de grandes entreprises implantées à Lyon. Première en France, cette structure de mécénat a permis au musée des Beaux-Arts de réaliser plusieurs acquisitions importantes depuis 2009 pour continuer à enrichir ses collections, malgré le contexte de restrictions budgétaires dû à la crise économique : sont ainsi entrés au musée trois œuvres de Soulages en 2011, deux tableaux de Fragonard et un tableau d'Ingres en 2013, une œuvre de Corneille de Lyon en 2015 et à nouveau un Poussin, avec l'acquisition de La Mort de Chioné (peint à Lyon en 1622) en 2016.
Le 26 septembre 2012, le musée lance pour la première fois une souscription auprès du public pour finaliser l'acquisition du tableau d'Ingres, L'Arétin et l'envoyé de Charles Quint.
En 2015, le musée renouvelle l'opération de souscription publique et acquiert le tableau de Corneille de Lyon grâce au Cercle Poussin, à la Fondation Bullukian et à plus de 1300 donateurs.

## Le musée en 2016 et 2017
En 2016, le musée a accueilli 76 œuvres et parmi ces entrées, 70 sont des dons de familles ou d'artistes.
Les dons et legs qui concernent le XXe siècle comprennent seize toiles d'Erik Dietman, dix-huit données par Marc Régny de ses parents Andrée Le Coultre et Paul Régny. des toiles de Henri Lachièze-Rey, Émilie Charmy ou  Jean Bertholle. Pour le XIXe siècle, les entrées se composent d'une copie d'Alexandre Séon du Saint François de Zurbaran, de dessins et du buste de Ludovic Penin par Joseph Fabisch, installé dans le médaillier..

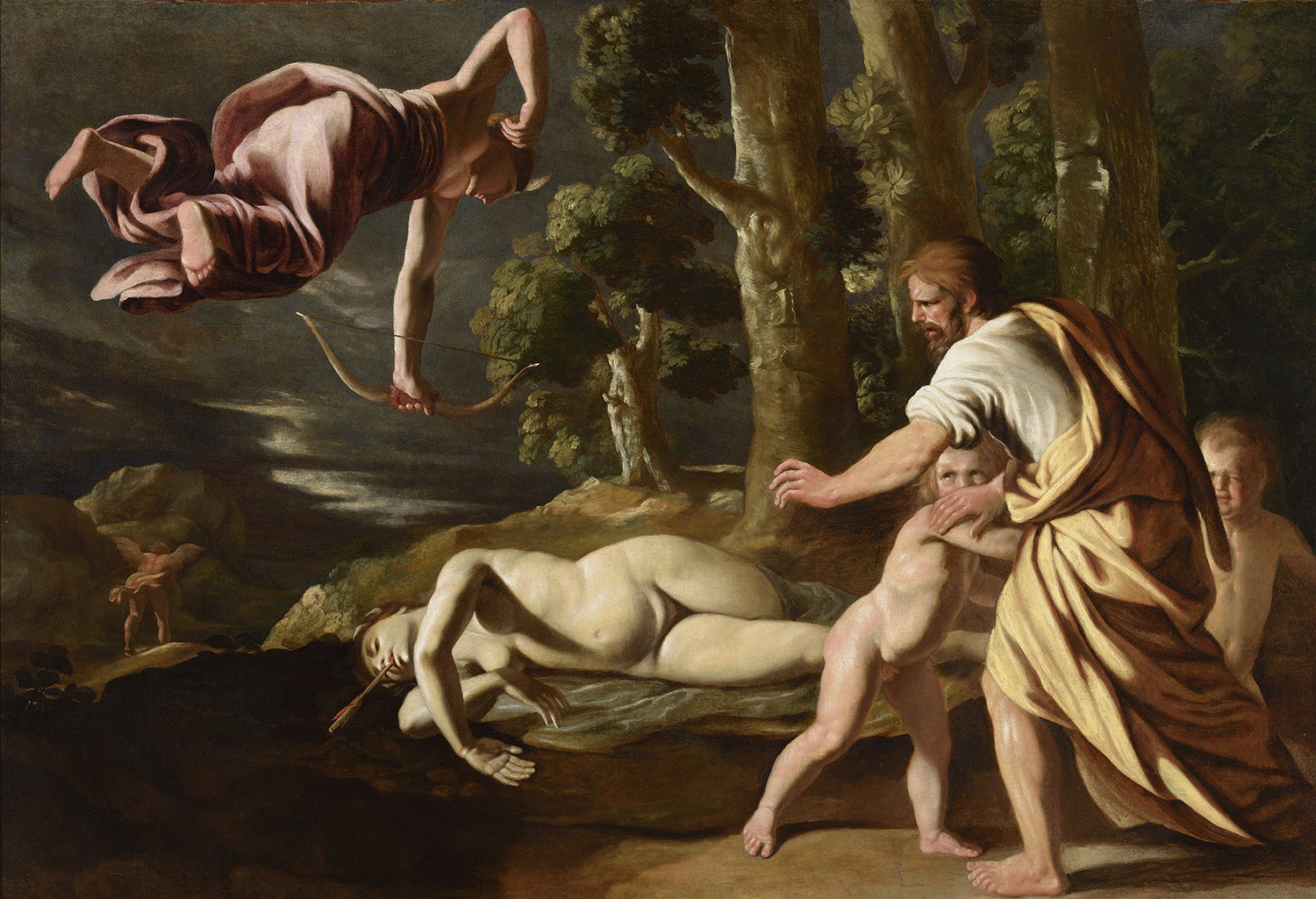
Nicolas Poussin, La Mort de Chioné, 1622.

Les achats se sont élevés à la somme de 3 830 000 euros et concernent six tableaux. La principale acquisition de l'année est La mort de Chioné de Nicolas Poussin. Cette toile est classée œuvre d'intérêt patrimonial majeur et constitue un enrichissement important des collections de cette époque. Elle a un intérêt particulier pour le musée car elle illustre les liens entre l'artiste et la cité rhodanienne. Par ailleurs, quatre dessins de Geneviève Asse et un Autoportrait nu de Jean-Baptiste Frénet ont été achetés, les premiers à la suite de l'exposition Dix ans d'acquisitions, dix ans de passion et le second de celle Autoportrait, de Rembrandt au selfie.
Plus de 113 000 euros ont été utilisés pour les travaux de restauration et conservation préventive. Les récolements de l'année ont concerné les antiquités, objets d'art, médaillier et arts graphiques.

Carton de signalement de prêt - musée des Beaux-Arts de Lyon

Durant l'année 2016, la politique de valorisation des collections est passé par l'exposition Los Modernos. Le musée a prêté pour cette exposition plus de soixante dix œuvres d'abord au MUNAL de Mexico puis au MUSA (es) de Guadalajara. De même, l'exposition Autoportrait, de Rembrandt au selfie, après avoir été installée à la Staatliche Kunsthalle de Karlsruhe a été présentée à Lyon au printemps 2016 avant de partir à la Scottish National Portrait Gallery d'Édimbourg. Plus largement, 79 œuvres déjà prêtées en 2015 ont vu leur prêt poursuivi et 189 nouvelles ont été prêtées. Profitant de la place importante laissée par les prêts d'œuvres du XXe siècle, un accrochage particulier a été réalisé mettant en avant la scène lyonnaise du XXe siècle.
Durant l'année, le musée a co-édité deux ouvrages d'exposition, l'un sur Autoportrait, de Rembrandt au selfie et l'autre sur henri Matisse, le laboratoire intérieur.

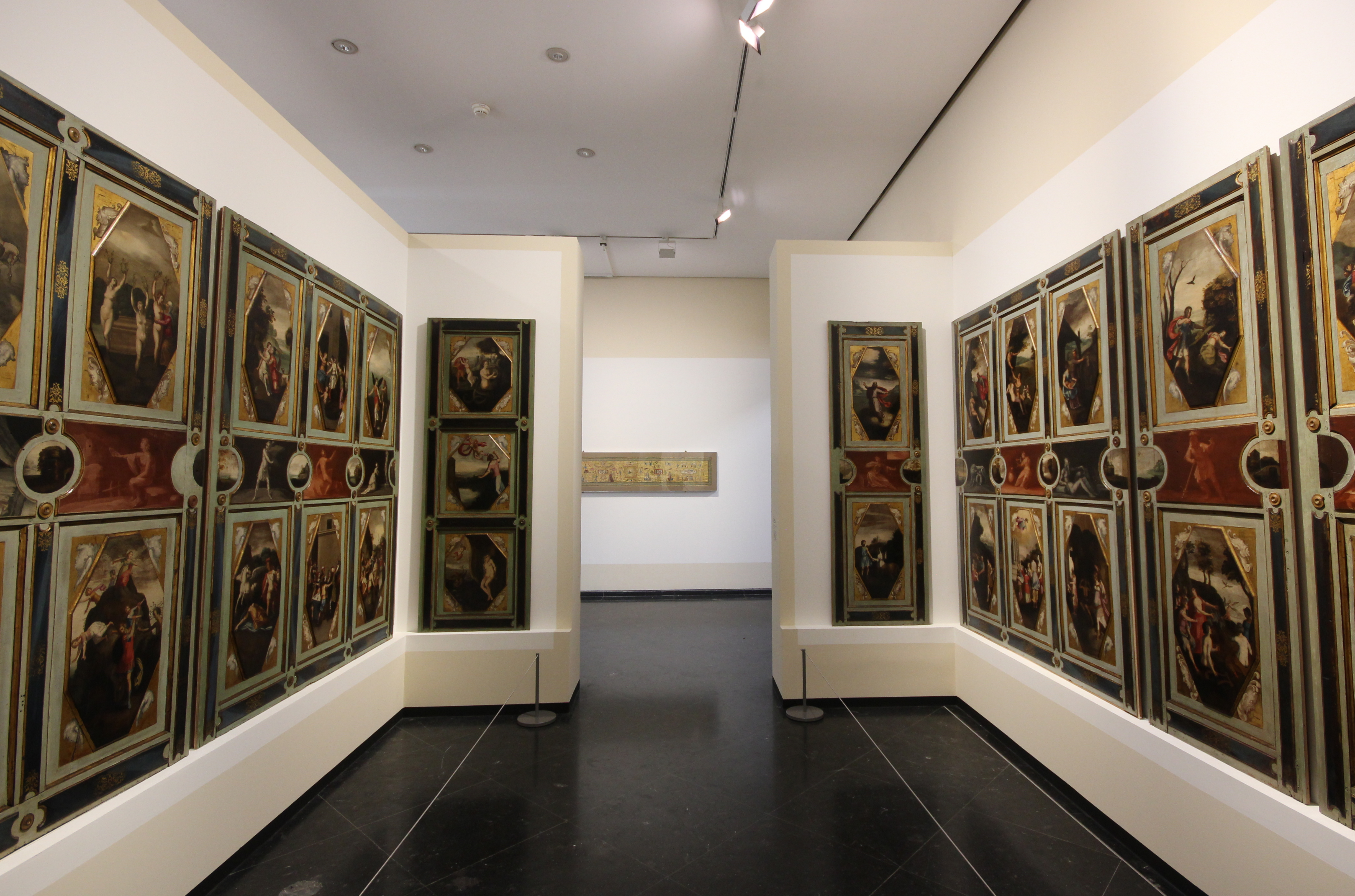
Vue d'une salle de l'exposition Lyon Renaissance. Arts et humanisme.

2016 est l'année de plusieurs expositions importantes au musée. Lyon Renaissance. Arts et humanisme s'est clos le 25 janvier sur un beau succès avec 41 000 visiteurs, dont plus de 250 groupes pour des visites commentées. L'exposition suivante est Autoportraits, de Rembrandt au selfie qui se déroule du 25 mars au 26 juin. Elle accueille 70 700 visiteurs dont 250 groupes en visites commentées pour un budget de communication de 83 000 euros. Cette exposition conjointe avec la Staatliche Kunsthalle de Karlsruhe et la Scottish National Portrait Gallery d'Édimbourg a bénéficié d'une subvention de l'Union européenne dans le cadre du programme « Europe créative ». Enfin, l'exposition Henri Matisse, le laboratoire intérieur commence le 2 décembre pour se terminer le 6 mars 2017.
En ce qui concerne les visiteurs, plus de 334 000 visiteurs sont entrés au musée dont 18 % d'étrangers. Sur le total des visiteurs français, plus des trois-quarts viennent de la région Auvergne-Rhône-Alpes et plus de la moitié du département du Rhône. Presque un tiers des visiteurs a moins de 26 ans. Le musée poursuit sa politique d'ouverture à tous les publics et a des opérations de sensibilisations très variées. Visite commentées courtes, rapprochement de l'art et de la science, pratique artistique au sein du musée, améliorations des audioguides font partie de l'offre. Le musée poursuit sa politique d'ouverture au milieu scolaire, ainsi qu'aux étudiants grâce à la « nocturne étudiante », en lien avec de nombreuses associations étudiantes.
Le musée propose également en 2016 une politique culturelle avec des nocturnes théâtre, danse ou musique. Il a organisé des colloques, journées d'études ou conférences. Deux journées d'études de l'année ont été en lien avec les expositions Lyon Renaissance et Autoportraits, une troisième, en coopération avec l'Institut Droit, art et création de l'Université Lyon 3, a eu pour thème « Droit et création : quelle(s) liberté(s) pour les artistes ? ».
Dans le classement 2017 des musées de métropole établi par Le Journal des arts, lequel combine de nombreux critères qualitatifs relatifs aux établissements considérés, le musée arrive en première position, suivi de très près par le musée des Beaux-Arts de Rouen.

## Bibliographie

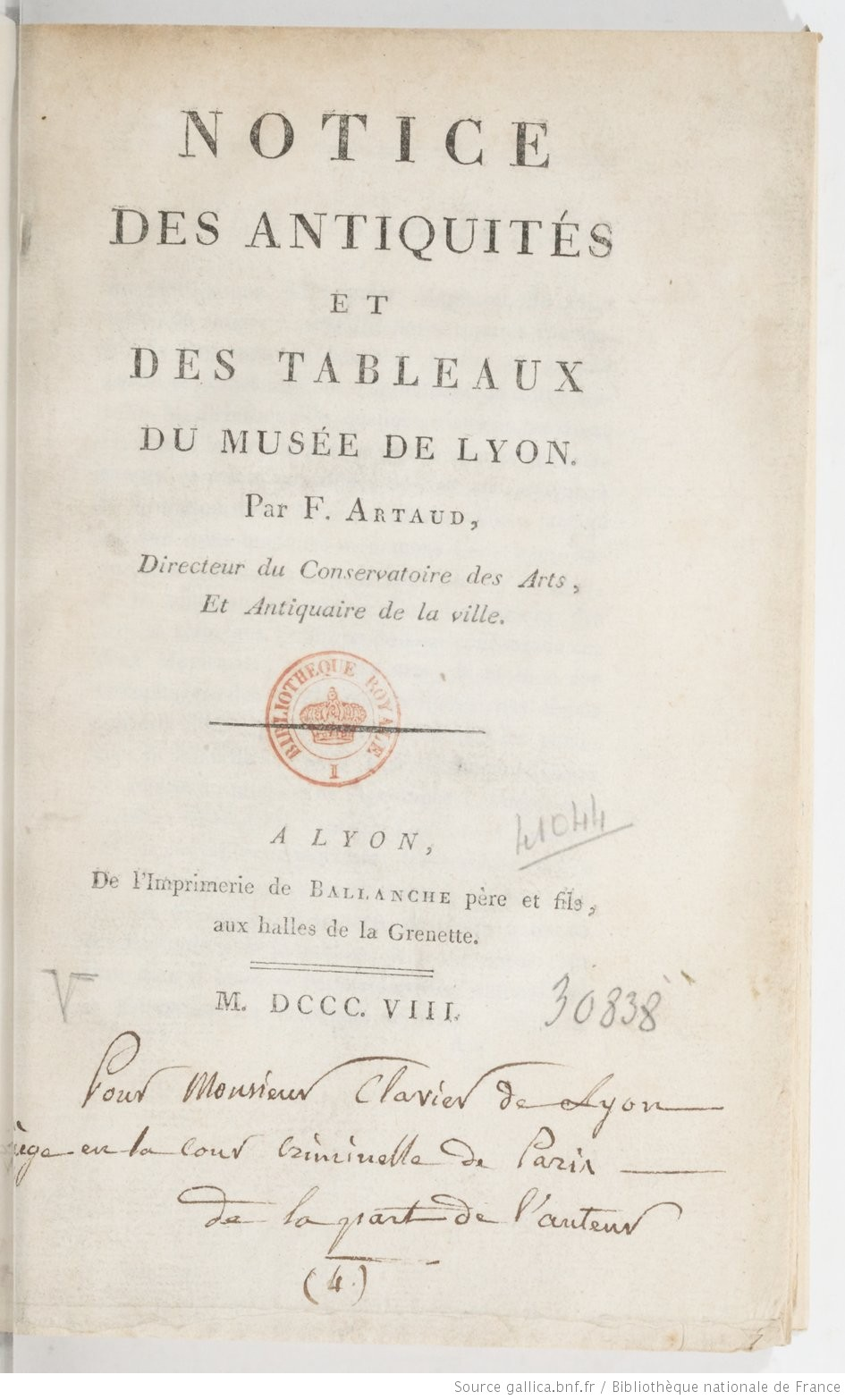
Couverture de la Notice du musée de Lyon d'Artaud, 1808.

### Ouvrages
- Philippe Durey, Le Musée des Beaux-Arts de Lyon, Paris, Albin Michel, coll. « Musées et monuments de France » (no 5), 1988, 129 p. (ISBN 2-226-03318-1)
- Geneviève Galliano, Antiquités, Guide des Collections, Paris, Musée des Beaux-Arts de Lyon et Réunion des musées nationaux, 1997
- Dominique Brachlianoff, Christian Briend, Philippe Durey, Geneviève Galliano, Véronique Gay, Jean-Claude Goyon, Valérie Lavergne-Durey et François Planet, Guide : Musée des Beaux-Arts - Lyon, Paris, Réunion des musées nationaux - Musée des Beaux-Arts de Lyon, 1998, 287 p. (ISBN 2-7118-3679-7)
- Histoires d'un musée : Le musée des Beaux-Arts de Lyon, Lyon/Paris, FAGE, 2005, 184 p. (ISBN 2-84975-014-X)
- Sylvie Ramond (dir.), Le Musée des Beaux-Arts de Lyon de A à Z, Lyon, Fage, 2010, 184 p. (ISBN 978-2-84975-164-0)
- Musée des Beaux-Arts de Lyon (dir.), Catalogue raisonné des peintures françaises du XVe au XVIIIe siècle, Paris, Somogy / Musée des Beaux-Arts de Lyon, 2014, 463 p. (ISBN 978-2-7572-0822-9, BNF 44231343)
- Sylvie Ramond, Geneviève Galliano, François Planet, Salima Hellal, Ludmila Virassamynaïken et Stéphane Paccoud, Le musée des Beaux-Arts de Lyon, Lyon/Paris, Réunion des musées nationaux - Musée des Beaux-Arts de Lyon - Fondation BNP Paribas, 2013, 144 p. (ISBN 978-2-7118-6169-9)
- Musée des Beaux-Arts de Lyon, Le Guide, Lyon, FAGE / Musée des Beaux-Arts de Lyon, 2014, 312 p. (ISBN 978-2-84975-347-7)

### Articles
- M.C. Chaudonneret, « Les origines du musée des Beaux-Arts de Lyon. 1791-1799 », Bulletin des musées et monuments lyonnais, vol. VII, no 1,‎ 1986, p. 79-85
- Gérard Bruyère, « Brève histoire du musée des Beaux-Arts de Lyon : 1re  partie ; 1800-1830 », Bulletin municipal de Lyon,‎ 31 mai 2010
- Gérard Bruyère, « Brève histoire du musée des Beaux-Arts de Lyon : 2e partie ; 1830-1850 », Bulletin municipal de Lyon,‎ 27 décembre 2010
- Gérard Bruyère, « Brève histoire du musée des Beaux-Arts de Lyon : 3e partie ; 1850-1878 », Bulletin municipal de Lyon,‎ 9 mai 2011

### Autres sources documentaires
- Musée des Beaux-Arts de Lyon, Rapport d'activité annuel du musée des Beaux-Arts, 2016 (lire en ligne)